# David Izenzon
David Izenzon (Pittsburgh, 17 maggio 1932 – New York, 8 ottobre 1979) è stato un contrabbassista jazz che deve la sua fama principalmente alla collaborazione in trio con il sassofonista Ornette Coleman e il batterista Charles Moffett.

## Biografia
Izenzon, già cantante di Sinagoga, si avvicinò al contrabbasso a 24 anni. 
Raggiunse una certa fama nei dintorni di Pittsburgh prima di trasferirsi a New York City nel 1961. 
Lì suonò con Paul Bley, Archie Shepp, Sonny Rollins, and Bill Dixon, ma lo rese famoso la collaborazione con  Ornette Coleman, cominciata nell'ottobre del 1961. Suonò al concerto di Town Hall, 1962 e intraprese una collaborazione regolare dal 1965 al 1968, per lo più in trio con Charles Moffett. In questi anni incise anche con Harold McNair e Yōko Ono. 
Studiò Storia della Musica al Bronx Community College tra 1968 e il 1971 e suonò con Perry Robinson e Paul Motian.
Dal 1972 ridusse l'attività concertistica per la malattia del figlio. 
Nel 1973 si laureò in  psicoterapia alla Northwestern University e fu cofondatore della Potsmokers Anonymous con sua moglie, Pearl. Nel 1975 compose un'opera jazz intitolata How Music Can Save the World, dedicata a quanti aiutarono suo figlio durante il ricovero. Dal 1977 lavorò ancora con Coleman e Motian, fino alla morte sopraggiunta nel 1979 per un attacco di cuore.
Izenzon fu archettista di rara perizia, e si dedicò anche all'insegnamento. Tra i suoi allievi il contrabbassista Gary Peacock.
Il bassista John Lindberg gli ha dedicato nel 1997 l'album Offers for Luminosity.

## Discografia
- Ornette Coleman-Town Hall 1962 – ESP 1006 USA rec NYC, Town Hall 21-12-1962
- Steve Kuhn & Toshiko Akiyoshi-The Country & Western Sound for Jazz Pianos – Dauntless DM4308 USA rec 1963
- Don Cherry Quintet-(unissued session) –(unreleased tape) NYC, Stereo Sound Studios 6-01-1964
- Bill Dixon 7-tette/Archie Shepp And The New York Contemporary 5 - Savoy 12184 USA rec NYC 4-03-1964
- Sonny Rollins - The Standard Sonny Rollins - RCA Victor 3355 USA rec NYC 11-06-1964
- Sonny Rollins - The Alternative Rollins - RCA 43268 F rec2 NYC 11-06-1964
- Archie Shepp - Fire Music - Impulse 86 USA rec Englewood Cliffs, NJ, Van Gelder Recording Studio 9-03-1965
- Archie Shepp - On This Night - Impulse 97 USA rec Englewood Cliffs, NJ, Van Gelder Recording Studio Newport Jazz Festival 3/9/65 7/2/65 8/12/65
- Archie Shepp - Further Fire Music - Impulse 9357 USA rec2 Englewood Cliffs, NJ, Van Gelder Recording Studio Newport Jazz Festival 3/9/65 7/2/65 8/12/65
- Joseph Scianni con David Izenzon - Man Running - Savoy 12185 USA rec 3/18/65
- Ornette Coleman - Chappaqua Suite - CBS 62 896/97 F rec2 NYC 6/15/65 6/16/65 6/17/65
- Ornette Coleman - An Evening With Ornette Coleman - Polydor International 623 246/247 E rec2 Croydon, England, Fairfield Hall 8/29/65
- Harold McNair - Affectionate Fink - Island ILP926 E rec London 10/65
- Ornette Coleman Trio - The Paris Concert '65 - Magnetic 122 D cd Paris, Salle de la Mutualite 11/4/65
- Ornette Coleman Trio - Live at the Tivoli '65 - Magnetic 131 D cd Copenaghen, Tivoli Gardens 11/30/65
- Ornette Coleman Trio - At the Golden Circle, Stockholm Volume One - Blue Note 84224 USA rec Stockholm, Golden Circle 12/3/65 12/4/65
- Ornette Coleman Trio - At the Golden Circle, Stockholm Volume Two - Blue Note 84225 USA rec Stockholm, Golden Circle 12/3/65 12/4/65
- Ornette Coleman - Who's Crazy? Vol. 1 & 2 - Jazz Atmosphere 5006/7 F rec2 Paris early 1966
- Ornette Coleman Trio - David, Moffett & Ornette - Rhapsody Films USA vid Paris early 1966
- Ornette Coleman - Lonely Woman - BAT 1/2/3/4 I rec4 Copenaghen 4/7/66
- Bob Thiele - Emergency-Head Start - Flying Dutchman FDS-104 USA rec2 NYC, St. Peter's Lutheran Church, John Coltrane's funeral 7/21/67
- Jaki Byard - Trio-Sunshine Of My Soul - Prestige 7550 USA rec 10/31/67
- Ornette Coleman Quartet - Live in Milano 1968 - Jazz Up 310 I cd Milan, Teatro Lirico 2/5/68
- Ornette Coleman - The Unprecedented Music of Ornette Coleman - Lotus Passport 11.116 I rec Rome 2/8/68
- Yoko Ono - Yoko Ono/Plastic Ono Band - Apple 3373 USA rec London, Royal Albert Hall 2/29/68
- Paul Motian - Trio-Dance - ECM 1108 USA rec Ludwigsburg, Tonstudio Bauer 9/77